# Strychnos trinervis
Strychnos trinervis är en tvåhjärtbladig växtart som först beskrevs av Vell., och fick sitt nu gällande namn av Carl Friedrich Philipp von Martius. Strychnos trinervis ingår i släktet Strychnos och familjen Loganiaceae. Inga underarter finns listade i Catalogue of Life.